# 三瀬海水浴場
三瀬海水浴場（さんぜかいすいよくじょう）は、山形県鶴岡市三瀬地区にある海水浴場。
海水浴のほか磯遊びをすることができる。川沿いではバーベキューも可。海の家は海水浴場内には存在しない。

## アクセス
- 三瀬駅から徒歩10分
- 山形自動車道鶴岡ICから車で約15分
- 日本海東北自動車道鶴岡西ICから車で約10分

## 駐車場
あり(120台収容(有料))

## その他
- 2020年のシーズンは新型コロナウイルスの感染拡大を受け、未開設となった[1]。

## 周辺
- 国道7号
- 三瀬駅
- 三瀬キャンプ場